# Avenues: The World School
Avenues: The World School é um sistema internacional de escolas privadas com fins lucrativos para as séries do pré-primário ao 12º ano. O primeiro campus foi inaugurado em setembro de 2012 na cidade de Nova Iorque, no bairro de Chelsea, e o segundo campus foi aberto na cidade de São Paulo. A Avenues planeja abrir 20 ou mais campi em outras cidades ao redor do mundo nesta década de 2020. O sistema foi planejado para ser uma "comunidade de aprendizagem" integrada com uma visão compartilhada, currículo, tecnologia, desenvolvimento profissional do corpo docente e supervisão de uma sede centralizada.
A unidade de São Paulo é considerada a escola com a mensalidade mais cara do Brasil, com mensalidades acima de dez mil reais.

## História
A Avenues foi fundada por Benno C. Schmidt, Jr., ex-presidente da Universidade Yale, Chris Whittle, um empresário em mídia e educação que fundou anteriormente a Edison Schools, e Alan Greenberg, que foi editor da revista Esquire. Em 2015, Whittle deixou a Avenues e mais tarde fundaria a Whittle School & Studios.
Antes de abrir seu campus em Nova York em 2012, a empresa arrecadou 85 milhões de dólares (93 milhões no valor atual). O campus de Nova York foi inaugurado após uma renovação de 60 milhões de dólares de um edifício originalmente projetado por Cass Gilbert. A escola foi inaugurada com 12 de suas 15 séries planejadas para o ano letivo de 2012–2013, incluindo todas as séries entre a creche e a nona série. O 10º, 11º e 12º anos foram acrescentados ao longo dos três anos subsequentes. A primeira turma da Avenues foi na primavera de 2016. A escola era incomum entre as escolas particulares da cidade de Nova York por oferecer uma opção obrigatória de admissão antecipada.

## Campi
| Campus          | Data de inauguração | Matriculados |
| --------------- | ------------------- | ------------ |
| Nova Iorque     | 2012                | 1753         |
| São Paulo       | 2018                |              |
| Shenzhen        | 2019                |              |
| Educação online |                     | 20           |
| Vale do Silício | 2021                |              |
| Miami           | 2021                |              |